# Pigmy Love Circus
Pigmy Love Circus ist eine US-amerikanische Rockband aus Los Angeles, Kalifornien.

## Bandgeschichte
Gegründet wurde Pigmy Love Circus 1987 von Shepherd Stevenson (Bass), Mike Savage (Gesang), Anthony Martinez (Schlagzeug), Rand Walters (Gitarre) und Peter Fletcher (Gitarre).
Ursprünglich waren sie für ihre lebhaften Konzerte und ihren Musikstil mit Einflüssen aus Kalifornischem Punkrock (z. B. Fear, Black Flag) und Hard Rock der 1970er Jahre (z. B. Thin Lizzy, AC/DC, The Sensational Alex Harvey Band) bekannt.
Am 12. Juni 1990 wurde mit Live (at Raji's June 12) das live aufgenommene Debütalbum herausgebracht.
1992 erschien das Mini-Album Drink Free Forever mit 8 Tracks. 1992 wurde weiterhin das Album When Clowns Become Kings  mit 12 Tracks veröffentlicht. Als Bonustracks wurden fünf Songs des Mini-Albums "Drink Free Forever" verwendet.
1992 ersetzte Schlagzeuger Danny Carey Anthony Martinez, verließ die Band aber nach kurzer Zeit, um der Progressive-Rock-Band Tool beizutreten.
Nachdem die Band sich 1995 aufgelöst hatte, kam es 1999 auf Wunsch von Danny Carey zu einer Neugründung, allerdings ohne den Gitarristen Rand Walters. Im Jahr 2003 wurde dann das bislang letzte Album The Power of Beef veröffentlicht mit Danny Carey am Schlagzeug.
Peter Fletcher reaktivierte 2009 zusammen mit Nate und Kip Winger ihre 1969 gegründete Band Blackwood Creek und nahm mit ihr ein Album auf.
Zwischen den Veröffentlichungen liegen oft mehrere Jahre, was zum Großteil daran liegt, dass Tool die Hauptband von Danny Carey darstellt. Pigmy Love Circus trat unter anderem als Vorband für A Perfect Circle, dem Nebenprojekt von Tools Sänger Maynard James Keenan auf.
Die Texte der Songs lassen sich zumeist auf mystische Themen und antike Philosophie zurückführen.
Momentan arbeitet die Band an ihrem fünften Album.

## Diskografie

### EPs und Singles
- 1989: I'm The King Of L.A. ...I Killed Axl Rose Today
- 1990: Beat on the Brat
- 1992: Drink Free Forever
- 1995: Drug Run to Fontana

### Alben
- 1990: Live (Livealbum)
- 1992: When Clowns Become Kings
- 2004: The Power of Beef